# Landsberg am Lech
Landsberg am Lech (ⓘ) ist eine Große Kreisstadt und der Verwaltungssitz des gleichnamigen Landkreises im Regierungsbezirk Oberbayern. Das Mittelzentrum liegt an der Romantischen Straße und zählt laut Deutschem Wetterdienst zu den sonnigsten Städten Deutschlands. Landsberg hat eine gut erhaltene Altstadt.

## Geographie

### Lage
Das Mittelzentrum liegt rund 55 Kilometer westlich von München und etwa 38 Kilometer südlich von Augsburg. Die Stadt ist das Zentrum des Lechrains, der Grenzlandschaft zwischen Altbayern und Schwaben. Sie liegt am Hochufer des Lechs und besitzt eine gut erhaltene und sehenswerte Altstadt.

### Stadtgliederung
Die historische Altstadt liegt eingebettet zwischen dem Lech und seinem östlichen Hochufer. Die Stadtviertel westlich des Lechs (Katharinenvorstadt, Neuerpfting, Weststadt, Schwaighofsiedlung – heute der weitaus größte Teil des Stadtgebietes) und auf dem östlichen Hochufer (Bayervorstadt) entstanden erst ab dem 19. Jahrhundert.
Die Gemeinde besteht aus fünf Gemarkungen, die in der Fläche den ehemaligen Gemeinden entsprechen, und hat zehn Gemeindeteile (in Klammern ist der Siedlungstyp angegeben):
- Landsberg (Hauptort)
- Ellighofen (Kirchdorf)
- Erpfting (Pfarrdorf) mit Friedheim (Dorf), Geratshofen (Einöde) und Mittelstetten (Gut)
- Pitzling (Pfarrdorf) mit Pöring (Schloss)
- Reisch (Kirchdorf) mit Thalhofen (Weiler)

Sandau und Pössing sind keine amtlich benannten Gemeindeteile und werden zu Landsberg gerechnet.

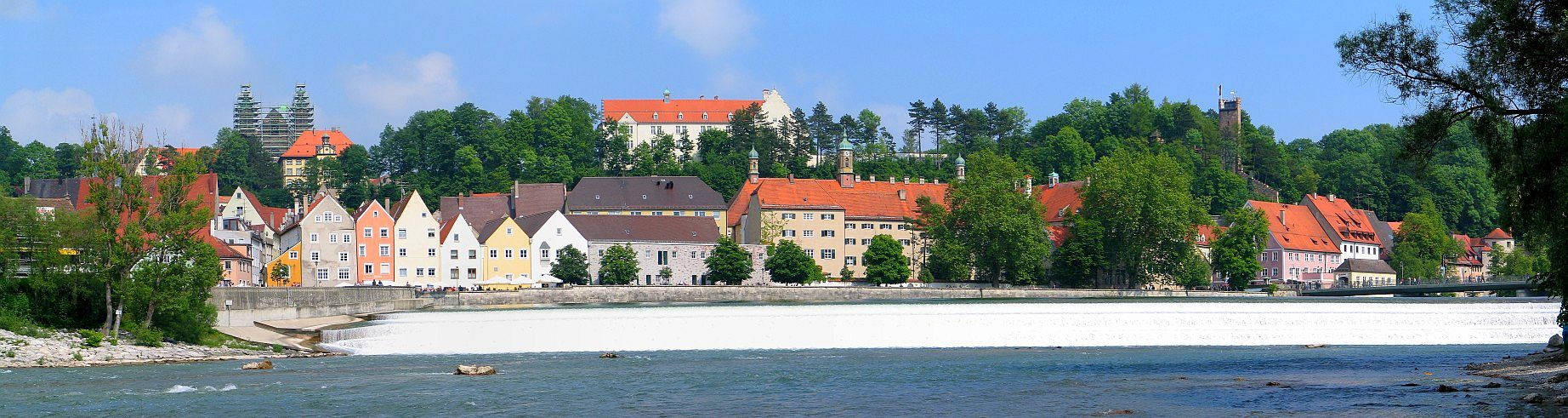
Lechwehr mit der Altstadt von Landsberg am Lech im Hintergrund

### Klimatabelle
|                       | Jan | Feb | Mär | Apr | Mai | Jun | Jul | Aug | Sep | Okt | Nov | Dez |   |      |
| Mittl. Tagesmax. (°C) | 2   | 3   | 6   | 10  | 15  | 18  | 20  | 19  | 17  | 12  | 6   | 3   | ⌀ | 11   |
| Mittl. Tagesmin. (°C) | −5  | −4  | −1  | 2   | 6   | 9   | 11  | 11  | 8   | 4   | 0   | −4  | ⌀ | 3,1  |
|                       |     |     |     |     |     |     |     |     |     |     |     |     |   |      |
| Niederschlag (mm)     | 89  | 84  | 91  | 127 | 161 | 216 | 199 | 177 | 118 | 89  | 94  | 85  | Σ | 1530 |
|                       |     |     |     |     |     |     |     |     |     |     |     |     |   |      |
| Regentage (d)         | 16  | 15  | 15  | 16  | 17  | 19  | 18  | 18  | 14  | 13  | 14  | 15  | Σ | 190  |
|                       |     |     |     |     |     |     |     |     |     |     |     |     |   |      |
| Luftfeuchtigkeit (%)  | 81  | 78  | 74  | 72  | 72  | 75  | 75  | 77  | 79  | 81  | 82  | 82  | ⌀ | 77,3 |

| −5 |

| −4 |

| −1 |

| 2 |

| 6 |

| 9 |

| 11 |

| 11 |

| 8 |

| 4 |

| 0 |

| −4 |

| −5 |

| −4 |

| −1 |

| 2 |

| 6 |

| 9 |

| 11 |

| 11 |

| 8 |

| 4 |

| 0 |

| −4 |

## Geschichte

### Altertum und Römerzeit
Schon seit der Steinzeit war das Stadtgebiet besiedelt. Aus der Bronzezeit gibt es Keramikscherben und Reste abgebrannter Holzhütten. Weiter gibt es Funde aus der Hallstattzeit. Aus römischer Zeit gibt es Münzfunde, Keramik, und Reste einer Befestigungsanlage.

### Mittelalter
In Sandau und bei Pitzling sind im 8. Jahrhundert Tochtergründungen des Klosters Benediktbeuern entstanden. Eine Pfarrei in Spötting ist das erste Mal 969 urkundlich erwähnt.
Den Kern der späteren Stadt bilden Burg und Ort Phetine oder Pfetten, geschützt durch Palisaden. Etwa um 1100 wurde die Pfettenburg errichtet, dazu gehörte eine Kapelle und eine Siedlung. Um 1135 wurde eine Siedlung namens Phetine auf dem späteren Stadtgebiet Landsbergs urkundlich erwähnt, die aber noch kein Stadtrecht hatte. Herzog Heinrich der Löwe ließ bei Phetine eine Brücke über den Lech bauen, die erstmals 1150 urkundlich belegt ist. Er verlegte im Jahre 1158 die bedeutende Salzstraße auf die südlichere Route, zuvor führte die Salzstraße bei Kaufering mittels einer Furt über den Fluss. Zum Schutz dieser Brücke errichtete er unter Einbeziehung der Burg Phetine um 1160 eine neue größere Anlage, genannt „Castrum Landespurch“. Die Burg war zum einen Vogtburg des Wessobrunner Klosters (heute Landkreis Weilheim-Schongau) und zum anderen Schutz der Grenze zum Hochstift Augsburg.
Im Schutz dieser Burg entstand eine rasch wachsende Ansiedlung, die vermutlich zwischen 1160 und 1180 das Stadtrecht erhielt und bald „Landesperch“ genannt wurde. Daraus entwickelte sich die heutige Stadt Landsberg am Lech.
siehe auch Burgstall Sandau

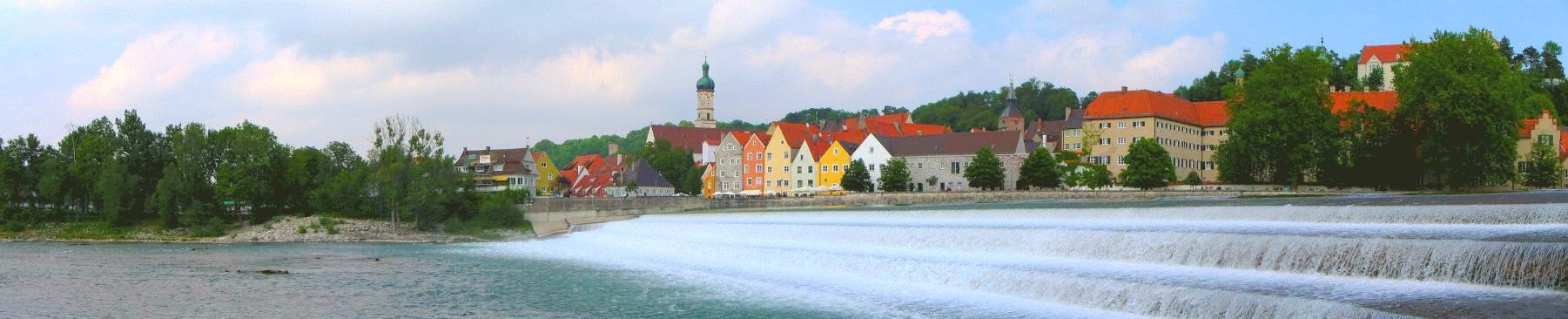
Lechwehr mit der Altstadt von Landsberg am Lech im Hintergrund

Im Thronstreit um die Königswürde zwischen dem Wittelsbacher Ludwig dem Bayern und dem Habsburger Friedrich dem Schönen ließ letzterer 1315 nach einer mehrtägigen Belagerung die Stadt niederbrennen. Da die Stadt eine wichtige strategische Lage hatte, ließ sie Ludwig der Bayer wieder aufbauen. Der Wiederaufbau wurde vom Herzog  unterstützt, er verlieh der Stadt die gleichen Rechte wie München.
Im Jahr 1320 wurde der Stadt das Recht gegeben, Salzzölle zu erheben. Auf diese Weise gelangte die Stadt durch den so genannten Salzpfennig zu einem ansehnlichen Wohlstand.
1353 wurde der erste Salzstadel gebaut, bis zum 17. Jahrhundert waren es insgesamt drei. In diesen Salzstadeln wurde das Salz gelagert und auch verkauft. Im 20. Jahrhundert wurde der Salzstadel von der Landsberger Freiwilligen Feuerwehr als Standort genutzt, in den 1990er Jahren zog die Stadtbücherei Landsberg in den Lechstadel.

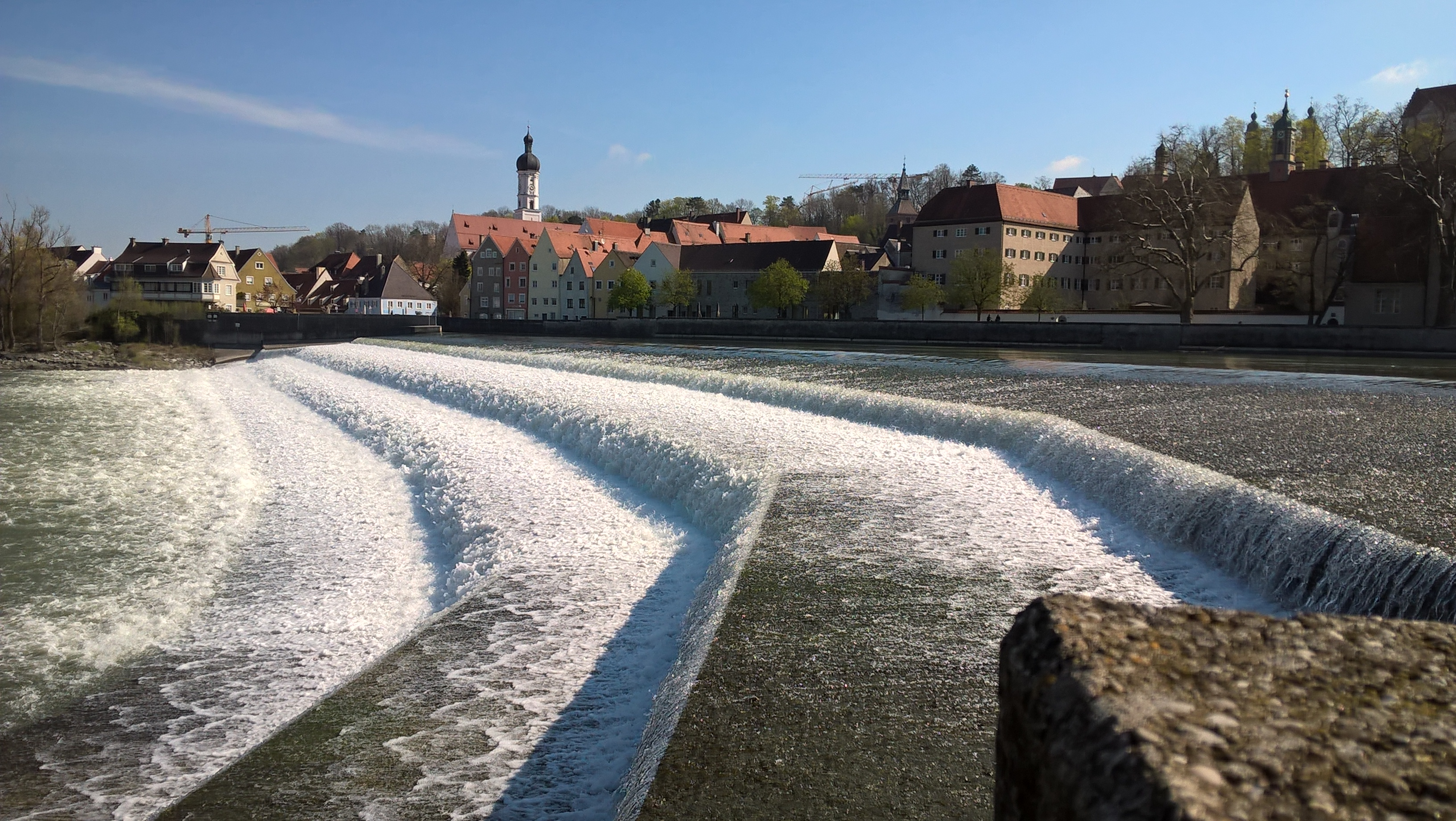
Lechwehr aus einer anderen Perspektive aufgenommen

Auch der sonstige Handel entwickelte sich bestens, vorwiegend mit Getreide und Holz, das über den Lech transportiert wurde. Die Stadt wurde ständig ausgebaut und erweitert, so dass zwischen 1415 und 1435 ein weiterer Stadtmauerring notwendig wurde. Dadurch wurde das Gebiet im Norden und Osten Landsbergs erheblich erweitert. 1419 genehmigte Herzog Ernst den Flusszoll, die Stadt durfte nun von jedem passierenden Floß 3 Pfennige Zoll kassieren, die Einnahmen wurden für die Landsberger Wehrbauten verwendet. Im Jahr 1425 entstand das Bayertor als Einlass in die Stadt von Osten her. Durch dieses Tor führte auch die Salzstraße (von München kommend) in die Stadt hinein.
1429 verlieh Herzog Ernst der Stadt das bis heute gültige Stadtwappen. 1434 stiftete er nach dem Tanz mit den Landesberger Bürgerfrauen den Forellentrunk. 1437 stiftete er das Jungferngeld. Jedes Jahr mussten nun die Landsberger von ihren Steuereinnahmen 40 Pfennige an zwei unbescholtene Jungfrauen als Heiratsgeld übergeben.

### Neuzeit bis 1790

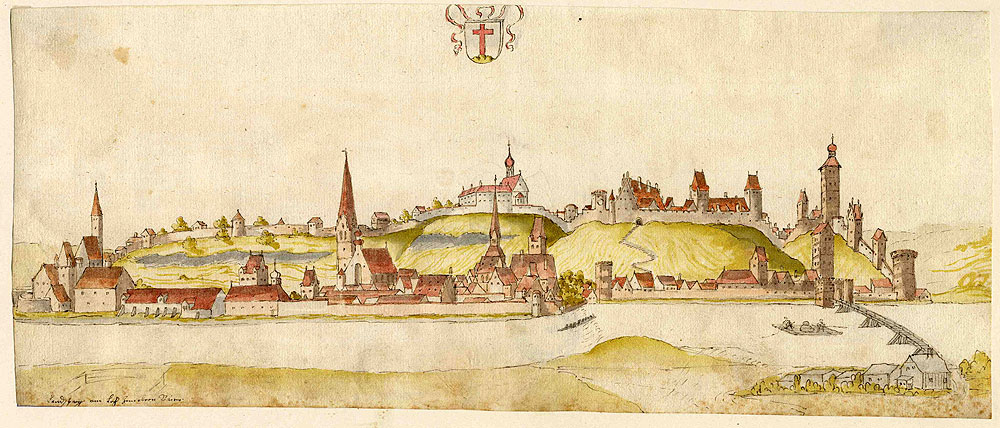
Landsberg am Lech um 1580 (kolorierte Federzeichnung)

Herzog Albrecht V. initiierte 1556 in Landsberg die Gründung des Landsberger Bundes unter maßgeblicher Beteiligung von Ferdinand I. Es handelt sich dabei um den Zusammenschluss überwiegend katholischer Territorien und Städte (Bayern, Ober- und Vorderösterreich, die seit 1525 lutherische Reichsstadt Nürnberg, Salzburg, den Hochstiften Augsburg, Bamberg und Würzburg, dem später auch Kurmainz und Kurtrier beitraten), um sich gegen die protestantischen Reichsstände, insbesondere Fürsten wie Albrecht Alkibiades von Brandenburg-Kulmbach, zu organisieren. Den katholischen Fürsten ging es darum, ein weiteres Vordringen des Protestantismus zu verhindern. Der Rekatholisierung diente auch die Gründung des 1576 eröffneten Jesuitenkollegs in Landsberg.
Im Dreißigjährigen Krieg erlebte die Stadt ein Massaker. Schwedische Truppen des Generals Lennart Torstensson belagerten ab dem 11. April 1633 die Stadt. In der Nacht vom 19. auf den 20. April erstürmten auf Befehl des Herzogs Bernhard von Sachsen-Weimar die auf protestantischer Seite kämpfenden Truppen den Ort. Sie metzelten in der Folge alle Bewohner bis auf 500 Rekruten nieder, die sich ihnen anschlossen. In den beiden letzten Jahren des 1618 begonnenen Dreißigjährigen Kriegs sank die Einwohnerzahl von 650 auf 202. Im Spätmittelalter hatten ca. 4.000 Menschen in der Stadt gelebt.
Aus dem Jahr 1762 stammen die ersten schriftlichen Nachweise einer Hausnummerierung. Die bis heute gültige Zählung wurde dann im Jahr 1790 festgelegt. Unabhängig von den heutigen Straßennamen verläuft diese Nummerierung von Nr. 1 am Hauptplatz bis Nr. 496a im Hofgraben. Zusätzlich existieren Nebennummern mit a, b, c oder 1/2, 1/3 und 1/4, die bei Teilungen bzw. zusätzlichen Bebauungen entstanden.

### 1790 bis Nationalsozialismus
Die Franzosenkriege 1792–1815 ließen die Stadt durch Einquartierungen und Plünderungen durchziehender Truppen völlig verarmen. Mit dem Reichsdeputationshauptschluss im Jahre 1802 wurde das Hochstift Augsburg Bayern angegliedert und so verlor Landsberg auch noch seine Grenzfunktion. Im 19. und 20. Jahrhundert gewann die Stadt eine neue Bedeutung als Verwaltungs- und Garnisonsstandort. Bayervorstadt, Katharinenvorstadt und die Sandauer Vorstadt wurden ausgebaut. Schulen, Kasernen und das Gefängnis entstanden. Bahnanschluss, die Oberbayerische Pflugfabrik, das Sägewerk Kink aber auch viele kleine Handels- und Gewerbebetriebe boten Lohn und Brot.

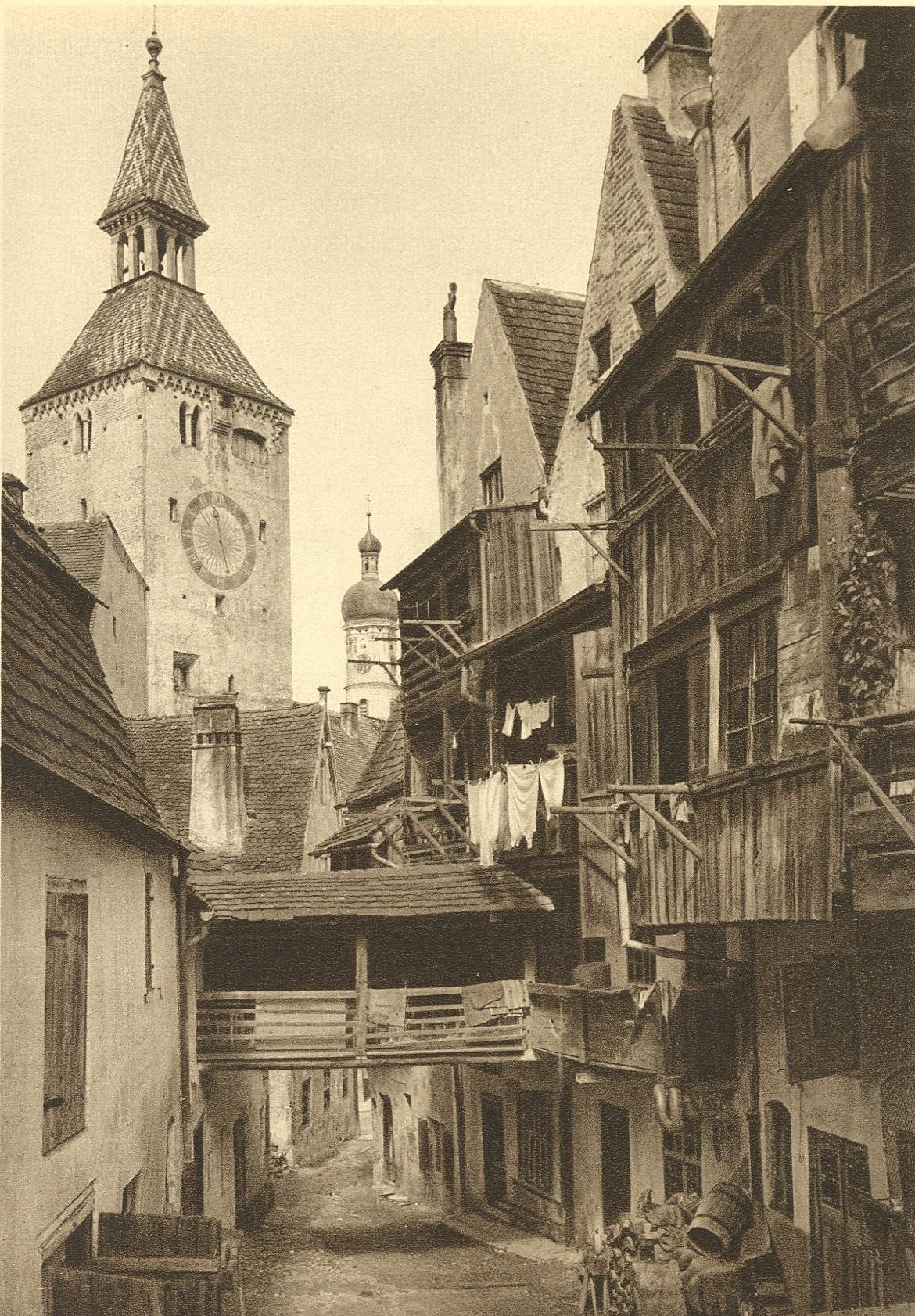
Kurt Hielscher: Hexenwinkel, Landsberg, 1924

### Nationalsozialismus
Landsberg spielte, aufgrund der von Adolf Hitler hier verbüßten milden Festungshaft in Bayern, in der er Hof hielt und viele Landsberger Bürger empfing, eine besondere Rolle im Nationalsozialismus. Im Jahre 1924 schrieb er während der Festungshaft sein Buch „Mein Kampf“. Von 1937 bis 1945 stilisierte sich Landsberg am Lech mit der „Hitlerzelle“, neben München und Nürnberg, als dritte zentrale Stätte des Nationalsozialismus. Es wurde mit der Verleihung des Titels „Landsberg – Stadt der Jugend“ als Treffpunkt der Hitler-Jugend bekannt gemacht. Die vom Stadtrat geplanten, von Kreis-, Gau- und Landesleitung wohlwollend geförderten Bauten wurden nur teilweise umgesetzt.
Im Jahr 1944 wurde gegen Ende des Zweiten Weltkriegs der KZ-Außenlagerkomplex Kaufering mit elf Standorten um Landsberg und Kaufering als der größte Konzentrationslagerkomplex im Deutschen Reich errichtet (sonstige große Lager waren in den besetzten Gebieten gebaut worden). Sämtliche dortigen KZ-Außenlager trugen den Namen „Kaufering“, auch wenn die Kommandantur im KZ-Außenlager Kaufering I – Landsberg war. Am 18. Juni 1944 traf der Transport mit den ersten 1000 Häftlingen aus Auschwitz in Kaufering ein. Sie sollten im Rahmen des Rüstungsprojekts „Ringeltaube“ drei gigantische unterirdische Bunker zur Produktion des neuen Düsenstrahljägers Messerschmitt Me 262 bauen. Wegen der menschenunwürdigen Unterbringung, aufgrund von Hunger, Kälte und Krankheiten wie zum Beispiel Typhus, der Ausbeutung der Arbeitskraft bis zur Vernichtung, bezeichneten die Häftlinge die KZ-Lager als „kalte Krematorien“. Bis Ende Oktober 1944 wurde, wer nicht mehr arbeiten konnte, zurück nach Auschwitz in die Gaskammern geschickt. Der letzte Transport nach Auschwitz fand am 25. Oktober 1944 statt. Es wurden 1020 Häftlinge aus den Lagern I, II, III, IV und VII geschickt. Ab November 1944 (die Gaskammern waren demontiert) starben die Häftlinge im Lager. Die meisten (Typhus) kranken Häftlinge wurden ins sog. „Krankenlager“ KZ-Außenlager Kaufering IV – Hurlach geschickt. Die Leichen wurden in der Umgebung in Massengräbern vergraben. Im April 1945 versuchte man, mit einem sog. Todesmarsch den Großteil der noch gehfähigen Häftlinge aus dem Vormarschbereich der Amerikaner zu „evakuieren“. Der Elendszug führte quer durch die Landsberger Altstadt und die Neue Bergstraße hinauf. Ein Gedenkstein im oberen Teil der Neuen Bergstraße erinnert an die Opfer. Nur etwa 15.000 Häftlinge überstanden die letzte Phase der Judenvernichtung und erlebten die Befreiung durch die US-Armee am 27. April 1945. Unter den Befreiern befand sich u. a. J. D. Salinger. Auf dem ehemaligen Konzentrationslager Kaufering VII bei Landsberg befinden sich die letzten Überreste des größten Konzentrationslagerkomplexes. Die Bürgervereinigung Landsberg im 20. Jahrhundert zur Erforschung Landsberg Zeitgeschichte e. V. rund um den Historiker Anton Posset errichtete dort die Europäische Holocaustgedenkstätte in Landsberg.
Trotz der damaligen, zentralen Bedeutung der Stadt im Nationalsozialismus und der militärischen Einrichtungen, die sich in der Nähe (seit 1935 unter anderem der Fliegerhorst Penzing) oder innerhalb des Stadtgebietes befunden haben (zum Beispiel Saarburgkaserne), blieb Landsberg am Lech als eine der wenigen Kreisstädte Deutschlands von alliierten Luftangriffen verschont. Nach Aussagen von Zeitzeugen verlor im April 1944 lediglich ein Kampfflugzeug, welches zum Angriff nach München unterwegs war, einen kleineren Sprengkörper, der ein mittelalterliches Haus am heutigen Georg-Hellmair-Platz traf und zerstörte. Dieses Haus mit der Nummer 169, in dem heute ein Café untergebracht ist, wurde erst in den 1980er Jahren unter Kriterien des Denkmalschutzes wieder aufgebaut.

### Nachkriegszeit
Im Jahre 1945 waren sehr viele der jüdischen KZ-Überlebenden aus den Konzentrationslagern um Landsberg am Lech entwurzelt und heimatlos. Oft hatten sie ihre Angehörigen verloren oder wussten nicht, wo diese geblieben waren. Tausende dieser Displaced Persons wurden von den Alliierten in Landsberg untergebracht und versorgt. Die jüdischen Überlebenden bezeichneten sich selbst als „She’erit Hapletah“ – den Rest der Geretteten.

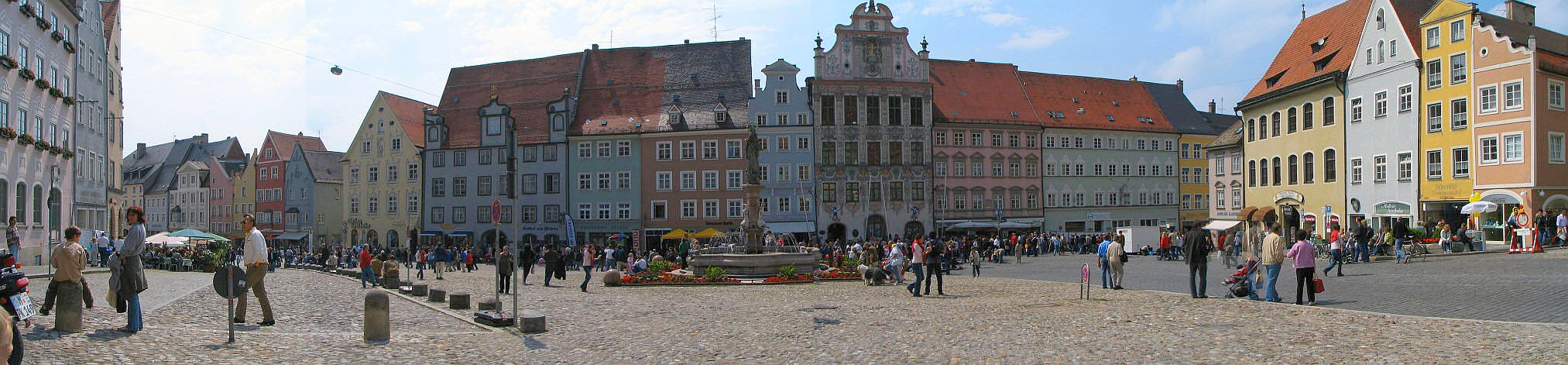
Hauptplatz, in der Mitte der Marienbrunnen, im Hintergrund das historische Rathaus (vor der Neugestaltung 2013)

Am 9. Mai 1945 richtete die US-Armee in der Saarburgkaserne ein DP-Lager (Displaced Persons Camp) ein. In diesem lebten Ende 1945 etwa 7000 Displaced Persons. Weitere kamen hinzu, als 1946/47 an die 300.000 Juden nach antisemitischen Exzessen aus Osteuropa in die Obhut der Westalliierten flohen. Während seines Bestehens durchliefen es etwa 23.000 jüdische DPs.
Im Oktober 1945 besuchte David Ben-Gurion während seiner ersten Reise durch die deutschen DP-Lager auch das Lager in Landsberg.
Von 1947 bis 1948 entstand unter anderem auf dem Gelände des DP-Lagers Landsberg am Lech der deutsche, in jiddischer Sprache gedrehte Film über das Schicksal von Holocaust-Überlebenden „Lang ist der Weg“ mit Israel Beker in der Hauptrolle. Nach ihm wurde an selbigem Ort eine Straße benannt.
Ein symbolträchtiges Ereignis war ein Konzert, das Leonard Bernstein am 10. Mai 1948, vier Tage vor der Gründung des Staates Israel, mit dem DP-Orchester aus jüdischen Holocaust-Überlebenden im DP-Lager in Landsberg am Lech dirigierte und spielte. 2018, 70 Jahre später wurde als Erinnerung der Wolf Durmashkin Composition Award als internationalen Kompositionswettbewerb in Landsberg gegründet.
Nach Gründung des Staates Israel 1948 entwickelte sich das DP-Lager Landsberg mehr und mehr zum Durchgangslager. Viele der ehemaligen KZ-Häftlinge bereiteten sich auf ihre Wiedereingliederung und Auswanderung nach Israel, USA oder andere Länder ihrer Wahl vor. Im DP-Lager Landsberg gab es unter anderem Schulen, Werkstätten, neun Kibbuzim und zudem eine Lagerzeitung, die „Jiddische Landsberger Cajtung“.
Bis zum April 1950 sank die Belegungszahl auf 1500 Personen. Das DP-Lager Landsberg wurde zu einem Rückzugsort für Bewohner anderer aufgelöster DP-Lager und wurde schließlich am 1. November 1950 ebenfalls aufgelöst.
Zwischen 1945 und 1958 diente das Landsberger Gefängnis der amerikanischen Besatzungsmacht für die Unterbringung deutscher Kriegsverbrecher. 1946 wurde es zum US-amerikanischen War Criminals Prison No. 1. Bis 1951 wurden in Landsberg verurteilte deutsche Kriegsverbrecher hingerichtet. Deren genaue Zahl ist umstritten und schwankt zwischen 279 und knapp über 300. Am 7. Januar 1951 demonstrierten in Landsberg ca. 4.000 Einwohner zugunsten der Begnadigung der NS-Verbrecher, was in eine antisemitische Kundgebung umschlug.
Am 1. September 1963 erfolgte die Aufstellung des Flugkörpergeschwaders 1 (FKG 1) der Bundeswehr mit dem operativ-taktischen Waffensystem Pershing I. 1991 wurde das Geschwader aufgelöst.
Am 1. Januar 2002 wurde die Schreibweise des Namens offiziell von „Landsberg a. Lech“ in „Landsberg am Lech“ geändert.

### Eingemeindungen
Am 1. Juli 1972 wurden die Gemeinden Pitzling und Reisch im Rahmen der Gebietsreform in Bayern (1970–1978) eingegliedert.

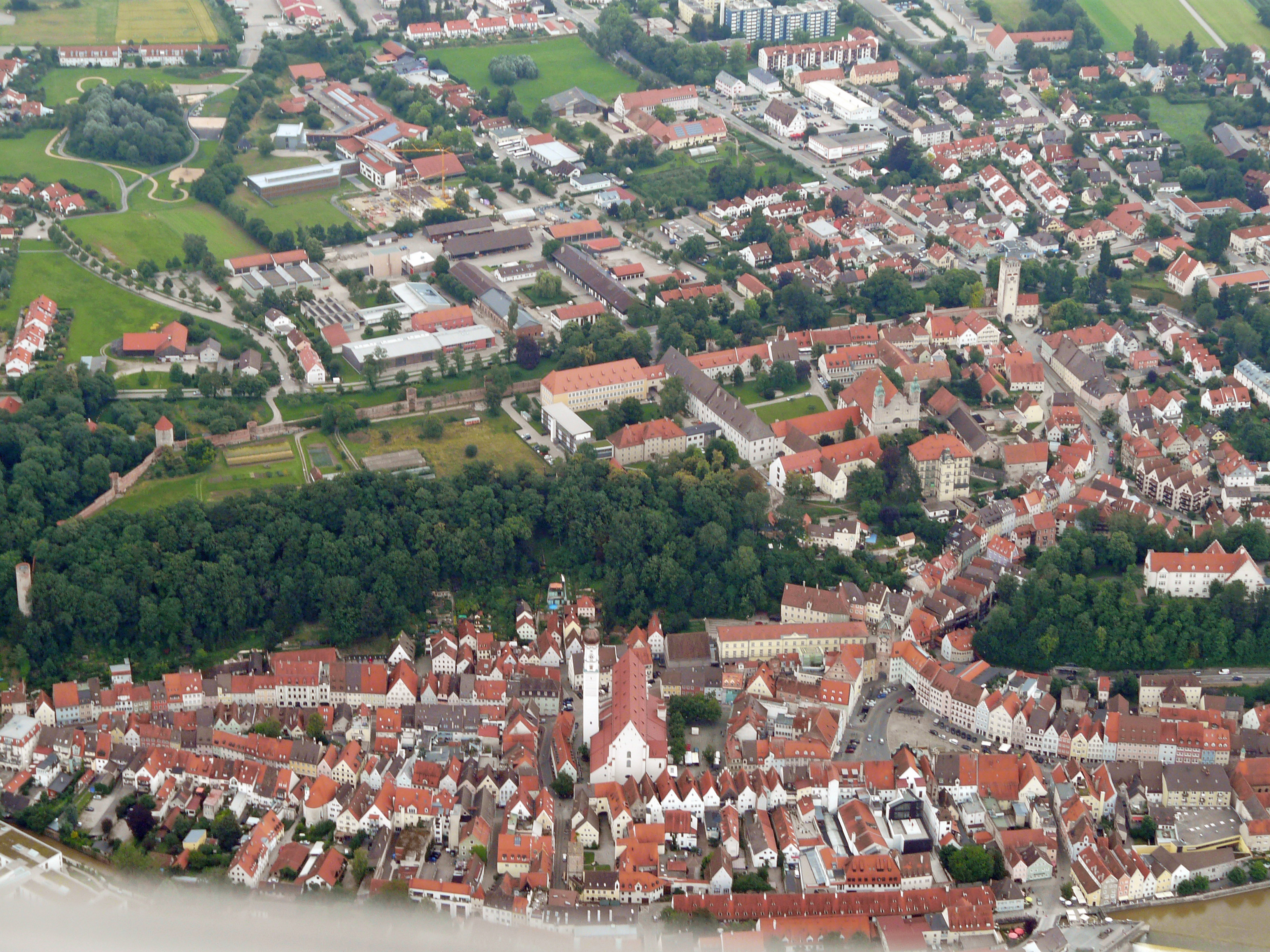
Landsberg am Lech von Westen

 Erpfting, in das 1972 die Gemeinde Ellighofen eingegliedert worden war, kam 1978 dazu.

### Kreisfreiheit
Die Stadt war vom 1. Juni 1877 bis zum 1. April 1940 kreisunmittelbar. Am 1. April 1948 erlangte sie wieder die Kreisfreiheit und blieb bis zur Gebietsreform, die am 1. Juli 1972 in Kraft trat, kreisfrei. An diesem Tag wurde sie in den Landkreis Landsberg am Lech eingegliedert und erhielt den Status als Große Kreisstadt.

### Demographie
| Jahr | Einwohnerzahl | Anmerkungen                                                                                      |
| ---- | ------------- | ------------------------------------------------------------------------------------------------ |
| 1808 | 02.524        | [ 24 ]                                                                                           |
| 1840 | 03.245        | 500 Häuser                                                                                       |
| 1861 | 03.309        | mit der Garnison (7. Jägerbataillon, 4 Kompanien Landwehr), 18 Protestanten, 829 Gebäude         |
| 1877 | 04.916        | davon 4.784 Katholiken, 109 Protestanten, 727 Wohngebäude                                        |
| 1880 | 05.243        | [ 28 ]                                                                                           |
| 1890 | 05.470        | [ 28 ]                                                                                           |
| 1900 | 05.977        | mit der Garnison (eine Abteilung Feldartillerie Nr. 9), davon 277 Evangelische, 5.688 Katholiken |
| 1910 | 07.285        | davon 393 Evangelische, 6.866 Katholiken                                                         |
| 1925 | 07.728        | davon 503 Evangelische, 7.192 Katholiken, 4 sonstige Christen, 21 Juden                          |
| 1933 | 08.264        | davon 668 Evangelische, 7.549 Katholiken, 2 sonstige Christen, 18 Juden                          |
| 1939 | 08.705        | davon 817 Evangelische, 7.756 Katholiken, 24 sonstige Christen, keine Juden                      |
| 1950 | 11.733        | [ 31 ]                                                                                           |
| 1960 | 11.700        | davon 2.300 Vertriebene                                                                          |
| 1970 | 16.641        | mit eingemeindeten Ortschaften                                                                   |
| 1988 | 19.808        | [ 31 ]                                                                                           |
| 2000 | 25.564        | [ 31 ]                                                                                           |
| 2010 | 28.350        | [ 31 ]                                                                                           |
| 2018 | 29.132        | seit 1988 ein Zuwachs um 47,1 %                                                                  |

Graphische Darstellung der Entwicklung der Einwohnerzahl Landsbergs am Lech von 1840 bis 2018

Nach Ende des Zweiten Weltkriegs erlebte die Stadt einen beträchtlichen Bevölkerungsschub infolge der Vertreibung der Deutschen aus den Ostgebieten des Deutschen Reichs. Die Vertriebenen, die aufgenommen werden mussten, stammten größtenteils aus dem Sudetenland und aus Schlesien.
Die Einwohnerzahl erhöhte sich von 1988 bis 2008 um 7904 Personen bzw. um ca. 40 %. Zwischen 1988 und 2018 stieg die Bevölkerung um 9324 bzw. 47,1 %.

## Politik

### Stadtrat
- SPD: 4
- Grüne: 7
- ÖDP: 1
- UBV: 6
- LM: 3
- FDP: 1
- CSU: 8

| Jahr | CSU | Grüne | SPD | UBV | UBV/FW | LM | ÖDP | FDP | BAL | FW | gesamt | Wahlbeteiligung |
| ---- | --- | ----- | --- | --- | ------ | -- | --- | --- | --- | -- | ------ | --------------- |
| 2020 | 8   | 7     | 4   | 6   | –      | 3  | 1   | 1   | –   | –  | 30     | 55,7 %          |
| 2014 | 8   | 6     | 4   | –   | 6      | 4  | 1   | –   | 1   | –  | 30     | 43,3 %          |
| 2008 | 11  | 5     | 6   | –   | 6      | –  | 1   | –   | 1   | –  | 30     | 44,1 %          |
| 2002 | 13  | 3     | 7   | 3   | –      | –  | 1   | –   | 1   | 2  | 30     | 48,3 %          |

Legende:
- BAL = BürgerAktion Landsberg
- LM = Landsberger Mitte
- UBV = Unabhängige Bürgervereinigung

### Bürgermeisterin
Landsberger Oberbürgermeisterin ist seit 1. Mai 2020 Doris Baumgartl (UBV). Bei der Kommunalwahl 2020 wurde sie in der Stichwahl mit 66,81 % der Stimmen gewählt.
Bisherige Stadtoberhäupter:
| Amtszeit      | Name              | Partei    |
| ------------- | ----------------- | --------- |
| 1948–1958     | Ludwig Thoma      | unbekannt |
| 1958–1970     | Rudolf Engshuber  | CSU       |
| 1970–1988     | Hanns Hamberger   | CSU       |
| 1988–2000     | Franz Xaver Rößle | UBV       |
| 2000–2012     | Ingo Lehmann      | SPD       |
| 2012–2020     | Mathias Neuner    | CSU       |
| seit 20200000 | Doris Baumgartl   | UBV       |

### Wappen
| Wappen Stadt Landsberg am Lech | Blasonierung: „In Silber auf grünem Dreiberg ein rotes Kreuz.“ |
| Wappen Stadt Landsberg am Lech | Wappenbegründung: Das Kreuz auf dem Dreiberg symbolisiert Freiung, Marktfrieden und Gericht. Der Dreiberg weist auf die geografische Situation der Stadt hin und ergibt auch ein für den Namen Landsberg redendes Bild. Das Wappen wird in der heutigen Form und Farbgebung seit 1530, in den Siegeln seit 1429 fast ausnahmslos so dargestellt. Landsberg erhielt vermutlich zwischen 1160 und 1180 das Stadtrecht. Ein Siegel wird zwar schon 1293 erwähnt, ist in Abdrucken aber erst seit 1325 nachweisbar. Das älteste Siegel zeigt wie die Sekrete des 14. und 15. Jahrhunderts im Schild einen dreieckigen, mit einem kleinen Kreuz besteckten hohen Schollenberg, auch als Steinpyramide bezeichnet, in den oberen Schildecken je ein Schildchen mit den bayerischen Rauten und dem wittelsbachischen Löwen, im Schildfuß einen Stern. Hupp deutete den Berg als Salzstapel, denn Landsberg war der wichtigste bayerische Salzstapelplatz am Lech. Der Salzhandel trug viel zum Aufstieg der Stadt im Spätmittelalter bei. In den Siegeln seit 1429 findet sich nur mehr ein großes Kreuz auf einem Dreiberg. Eine Bauplastik am Bayertor (um 1425) zeigt als Stadtwappen einzig ein Kreuz ohne Berg. |

### Städtepartnerschaften
- Hudson, USA; seit 1984

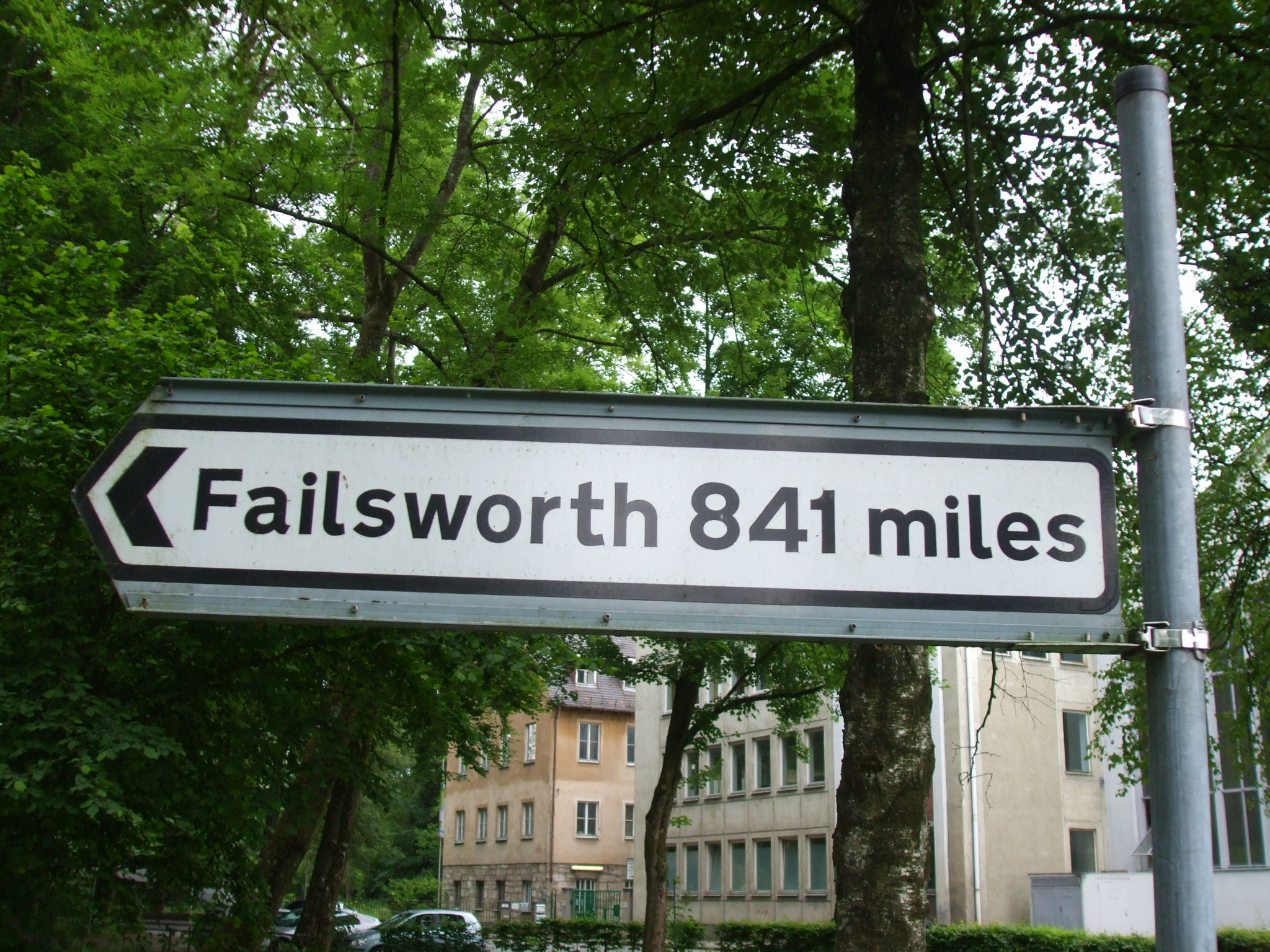
Wegweiser zur ehemaligen Partnerstadt Failsworth (von 1976 bis 2010) am Mutterturm

- Saint-Laurent-du-Var, Frankreich; seit 1986
- Rocca di Papa, Italien; seit 1989
- Waldheim, Deutschland; seit 1990
- Bushey, Vereinigtes Königreich (Kultur- und Schulpartnerschaft); seit 1989
- Siófok, Ungarn (Städtefreundschaft)[37]

## Kultur und Sehenswürdigkeiten

### Bauwerke

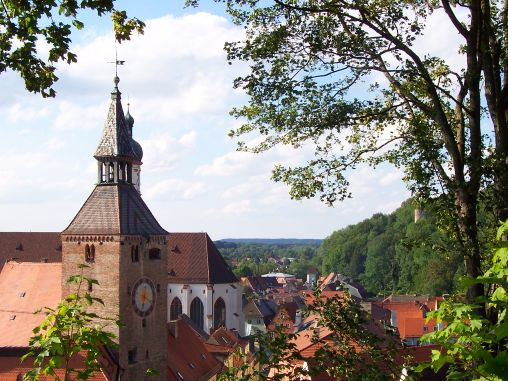
Blick vom Schlossberg auf die hintere Altstadt

#### In der Altstadt
Vor allem die Altstadt kann mit einer Reihe bedeutender und sehenswerter Bauwerke aufwarten.
Zentrum ist der Hauptplatz in seiner ungewöhnlichen Dreiecksform. In seinem Mittelpunkt steht der um 1700 errichtete Marienbrunnen. Westlich davon befindet sich das Alte Rathaus mit einer prächtigen Rokokofassade von Dominikus Zimmermann. Im Südwesten des Platzes liegt das ehemalige Ursulinenkloster mit der Klosterkirche nach Plänen von Dominikus Zimmermann. Im Nordosten wird der Hauptplatz vom Schmalzturm (auch Schöner Turm), einem Stadtturm aus dem 13. Jahrhundert, begrenzt.
Weiter nördlich dominiert die Stadtpfarrkirche Mariä Himmelfahrt die Landsberger Altstadt. Der ursprünglich gotische Kirchenbau wurde um 1708 barock umgestaltet. Im Inneren herrscht hochbarocke Pracht an der Matthias Stiller und Jörg Pfeifer mitgewirkt haben.

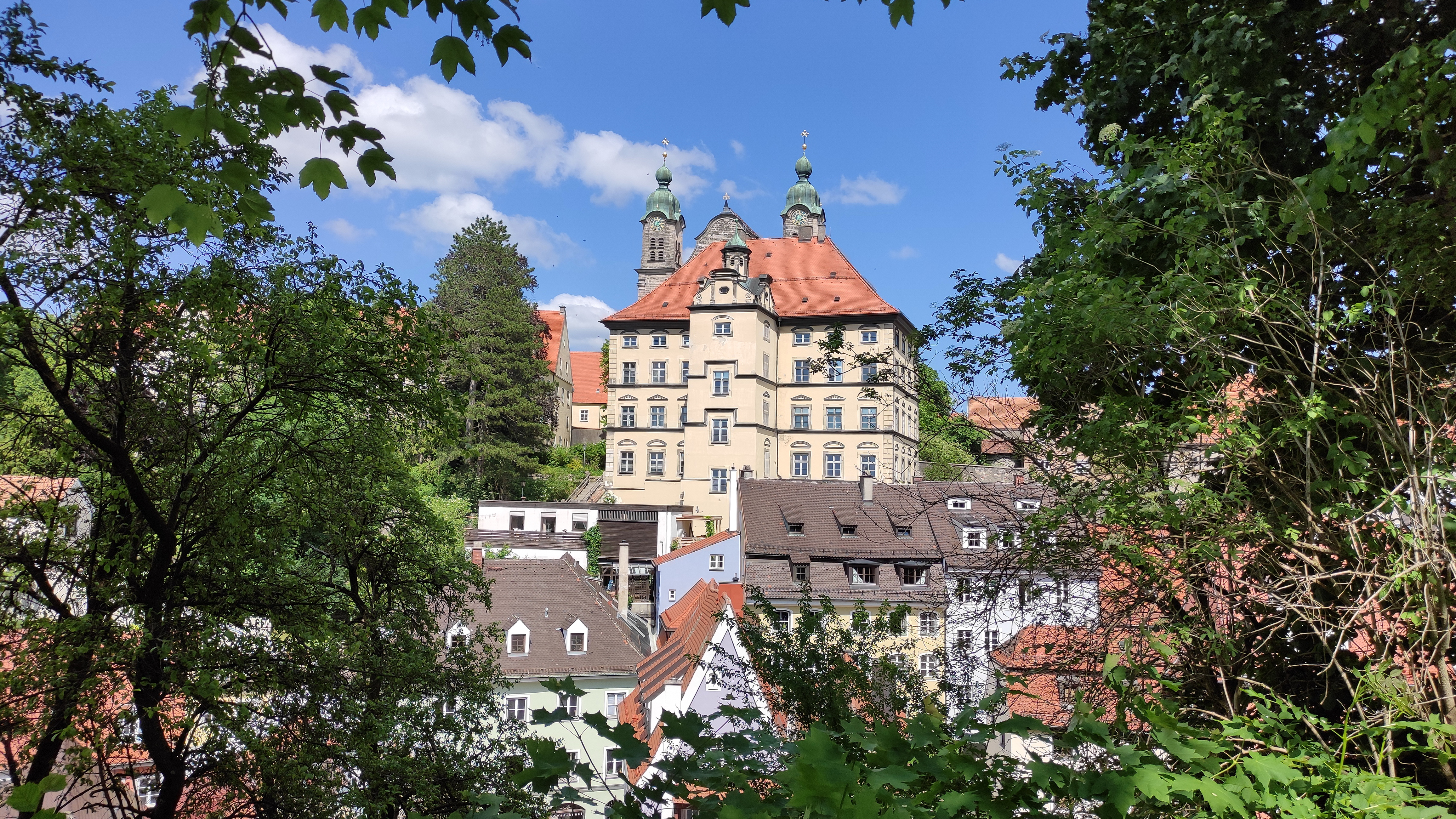
Heilig-Kreuz-Kirche mit Neuem Stadtmuseum

Etwas versteckt im Vorderen Anger (nördliche Altstadt) liegt die Johanniskirche, ein Sakralbau von Dominikus Zimmermann, der als eine der reizvollsten Schöpfungen des bayerischen Rokokos gilt.

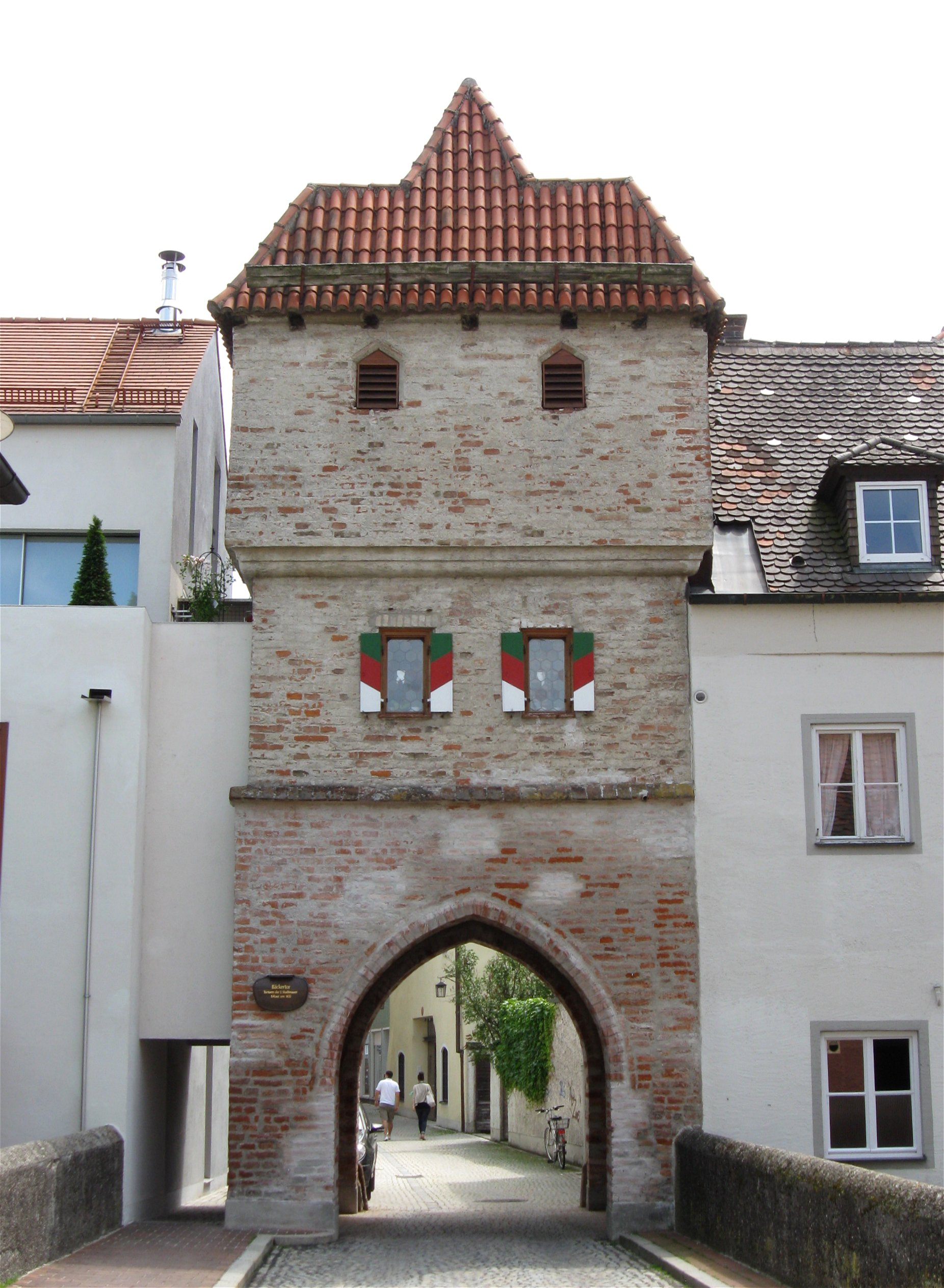
Das Bäckertor in der Altstadt

Im Westen der Altstadt befinden sich die früheren Salzstädel, die heute als Wohn- und Geschäftshäuser, aber auch für die Stadtbücherei und das Stadtarchiv genutzt werden.
Vom Schmalzturm am Hauptplatz aus führt die Alte Bergstraße den „Berg“ hinauf auf das östliche Hochufer. Auf der sehr engen und steilen Straße war bis in die 1950er Jahre Linksverkehr vorgeschrieben. Südlich der Alten Bergstraße befinden sich die romantisch-pittoreske Häuserzeile des „Hexenviertels“ und der Landsberger Schlossberg. Das Schloss selbst (die für die Stadt namensgebende Landespurch) war 1800–1810 abgebrochen worden.
Auf dem „Berg“ liegen die ehemaligen Jesuitengebäude: Die Heilig-Kreuz-Kirche (auch Malteserkirche genannt, geweiht 1754), das ehemalige Jesuitenkolleg (heute Heilig-Geist-Spital) und das ehemalige Jesuiten-Gymnasium (heute Neues Stadtmuseum).
Die Altstadt wird von drei, in weiten Teilen noch gut erhaltenen Stadtmauern umgeben (siehe Stadtbefestigung Landsberg am Lech). In deren Verlauf befinden sich unter anderem Dachlturm und Sandauer Tor im Norden, Bäckertor und Färbertor im Westen sowie Nonnentörl und Jungfernsprung im Süden. Glanzstück der Landsberger Stadtbefestigung ist allerdings das 1425 erbaute Bayertor im Osten, eines der imposantesten und schönsten Stadttore Süddeutschlands.
Der Altstadt vorgelagert ist das stadtbildprägende vierstufige Lechwehr (Karolinenwehr). An seiner Westseite, unmittelbar vor der Karolinenbrücke, thront „Vater Lech“, eine überlebensgroße Skulptur von 1952, die allegorisch auf die Bedeutung des Flusses für Landsberg hinweist.

#### Außerhalb der Altstadt

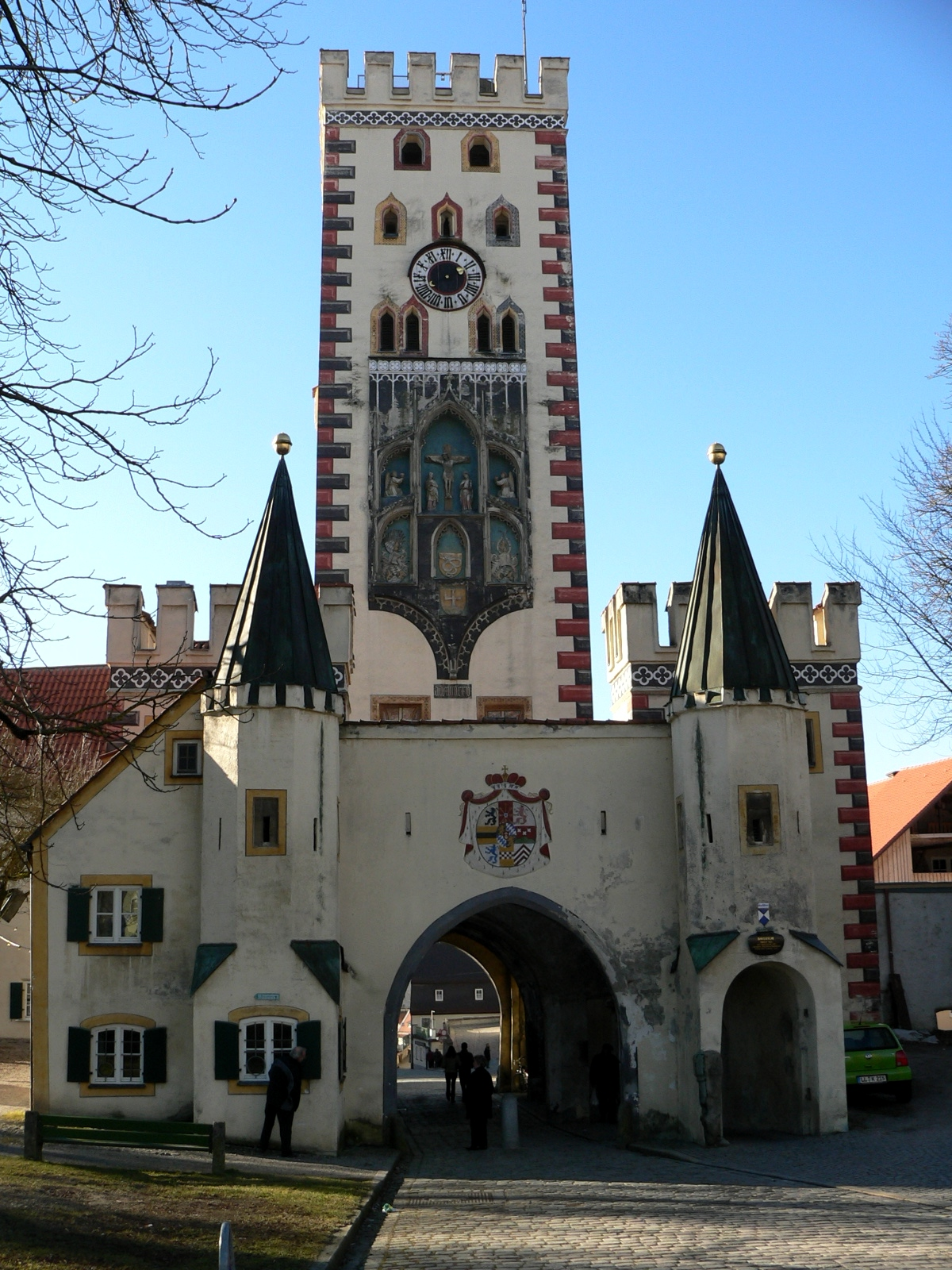
Das spätgotische „Bayertor“

In einem kleinen Park am Westufer des Lechs steht der in den 1880er Jahren von Sir Hubert von Herkomer errichtete, mittelalterliche Burgenromantik nachbildende Mutterturm. Der Turm wird heute gerne für Trauungen und romantisierende Fotografien genutzt.
In der Katharinenvorstadt liegen das alte gotische Katharinenkirchlein (heute Kriegergedächtnis-Kapelle) und die neugotische Kirche St. Katharina. Weitere Kirchenbauten im Westen der Stadt sind die evangelische Christuskirche (erbaut 1913/14), die Friedhofskirche Spötting (1765) und die moderne Pfarrkirche zu den Heiligen Engeln (1967).
Im Westen liegt auch der 1904–1908 erbaute Gebäudekomplex der Justizvollzugsanstalt. Ihm vorgelagert ist der Spöttinger Friedhof, auf dem sowohl Opfer als auch Täter des nationalsozialistischen Regimes begraben liegen.
Die Verwicklungen Landsbergs in die nationalsozialistische Gewaltherrschaft zeigen sich auch im KZ-Friedhof im Industriegebiet, in der KZ-Außenlagerkomplex Kaufering im KZ-Außenlager Kaufering VII – Erpfting, im Todesmarsch-Denkmal an der Neuen Bergstraße und in der heute militärisch genutzten Bunkeranlage in der Landsberger Welfen-Kaserne.
Der Dreifaltigkeitsfriedhof, an der Sandauer Brücke gelegen, wurde im frühen 16. Jahrhundert neu angelegt. Vermutlich reichten die vorhandenen Grabplätze der bisherigen Friedhöfe nicht mehr aus. Als zu Beginn der 1970er Jahre geschichtlich bedeutende Grabplätze aufgegeben werden sollten, beschloss der Stadtrat, solche Grabsteine zu erhalten. Ab Beginn der 1980er Jahre wurden auf dem unteren Teil des Friedhofes keine Bestattungen mehr vorgenommen, ab der Jahrtausendwende auch auf dem oberen Teil des Friedhofes. Die Friedhofsmauer, die Dreifaltigkeitskirche und das Mesnerhaus stehen unter Denkmalschutz.

#### In den Gemeindeteilen
Im Gemeindeteil Sandau steht die ehemalige Klosterkirche St. Benedikt, die mit ihrem karolingischen Kern zu den ältesten Gotteshäusern Bayerns zählt.
Am nordöstlichen Ortsrand von Pitzling befindet sich Schloss Pöring mit der Schlosskirche Maria von der Versöhnung, die 1739 von Dominikus Zimmermann erbaut wurde.

### Religionsgemeinschaften
Die Stadt ist römisch-katholisch geprägt. Mit der Ansiedlung der Jesuiten im 16. Jahrhundert war die Stadt sogar zu einem Zentrum der Gegenreformation im süddeutschen Raum geworden. Auch heute ist die Mehrheit der Landsberger Bevölkerung römisch-katholischer Konfession. Katholischer Stadtpatron ist der Hl. Sebastian, dessen Gedenktag jedes Jahr mit einer Prozession an einem Januar-Sonntag gefeiert wird. Die Stadt teilt sich heute in zwei katholische Pfarreien: Im Osten (Altstadt und Bayervorstadt inklusive der Gemeindeteile Pitzling und Reisch) die Pfarrei Mariä Himmelfahrt, im Westen die Pfarrei Zu den Heiligen Engeln (ehemals St. Ulrich und Katharina). Der Gemeindeteil Erpfting gehört zur nahegelegenen Pfarrei Igling, der Gemeindeteil Ellighofen zur Pfarrei Unterdießen.
Die ersten Protestanten sind in Landsberg im Jahr 1524 nachgewiesen. Nach langen Jahren der Verfolgung und Unterdrückung konnte sich erst nach 1860 eine evangelische Gemeinde in der Stadt etablieren. Seit 1914 bildet die Christuskirche am linken Lechufer das Zentrum der Gemeinde.
Seit 1970 gibt es eine neuapostolische Kirche in der Katharinenvorstadt.
Die muslimische Gemeinde in Landsberg besitzt einen Gebetsraum im Südwesten der Stadt.

### Museen und Galerien
Das 1694 erbaute, ehemalige Jesuitengymnasium oberhalb der Altstadt beherbergt das Neue Stadtmuseum mit seinen Sammlungen zur Stadtgeschichte, zum städtischen Kunsthandwerk und zur Malerei zwischen Lech und Ammersee (zum Beispiel zur Künstlergruppe „Die Scholle“). Daneben zeigte das Museum wechselnde Sonderausstellungen. Seit Februar 2014 ist die Dauerausstellung im Stadtmuseum nach Brandschutzgutachten geschlossen und seit November 2018 sind alle Ausstellungstätigkeiten beendet worden. Seit November 2020 wird das Gebäude umgebaut.
Beim Mutterturm am linken Lechufer befindet sich das Herkomer Museum, das an den Künstler und Pionier des Automobilsports Hubert von Herkomer erinnert.
Ausstellungsräume mit wechselnder Belegung sind die Säulenhalle am Stadttheater und das Foyer im Anbau des Alten Rathauses.
Überregionale Beachtung findet schließlich das private Schuhmuseum Pflanz in der Landsberger Altstadt mit seiner umfangreichen Sammlung historischer und zeitgenössischer Schuhe und Schuhlöffel.

### Theater und Theatergruppen
Das Stadttheater Landsberg ist eines der ältesten bespielten Bürgertheater Bayerns. Es zeigt Gastspiele renommierter deutscher Bühnen, Tanz- und Musikdarbietungen und Kleinkunst. Seit 2014 beherbergt es das kommunale Kino „Filmforum im Stadttheater Landsberg“, das von Kurt Tykwer kuratiert wird. Das Stadttheater ist außerdem Heimat der Landsberger Bühne, der traditionsreichsten Laienspielgruppe der Stadt.
Die 1983 gegründete Gruppe „Die Stelzer“ ist ein international tätiges Ensemble, das Theater auf Stelzen darbietet. 2012 wurden Wolfgang Hauck und Peter Pruchniewitz für das Ruethenfestspiel der Stelzer Licca Line –  eine Fahrt ins sagenhafte Damasia mit dem Ellinor Holland-Kunstpreis ausgezeichnet.
Theaterdarbietungen und Konzerte aus dem Bereich der Populär- und Massenkultur finden auch in den Hallen des Landsberger Sportzentrums und der Aula der neuen Mittelschule statt.

### Musik
Landsberg hat sich seit einigen Jahren als ein Zentrum konzertanter Orgelmusik profiliert. Der „Landsberger Orgelsommer“, die „Landsberger Orgelkonzerte“ und der Internationale Orgelwettbewerb „Orgelstadt Landsberg“ – alle initiiert vom Kantor der Stadtpfarrkirche Mariä Himmelfahrt, Johannes Skudlik – genießen überregional hohe Anerkennung. Landsberg ist neben Venedig und anderen Städten auch Schauplatz des europäischen Orgelfestivals „Via Claudia Augusta“.
2018 wurde der Wolf Durmashkin Composition Award als internationaler Kompositionswettbewerb gegründet.
Ein musikalisches Aushängeschild der Stadt ist das Vocalensemble Landsberg, das mehrere nationale und internationale Chorwettbewerbe gewinnen konnte.
Von 2012 bis 2018 wurde das mehrtägige Sommermusikfestival „SoundLaster“ veranstaltet, auf dem sich einheimische Bands – Newcomer ebenso wie etablierte Künstler – präsentieren konnten. 2020 wurde das Musikfestival mit dem sogenannten „Kulturschutzgebiet“ als Veranstaltungsformat fortgeführt.

### Dialekt
In Landsberg wird der Lechrainer Dialekt gesprochen, der ostschwäbische und mittel- bzw. südbairische Dialektformen mit mittelhochdeutschen Relikten in einer eigentümlichen Mischform vereinigt. Das Lechrainische wird allerdings seit Jahren weniger gesprochen.
In den „schwabseits“ (westlich des Lechs) gelegenen Gemeindeteilen Erpfting und Ellighofen herrschen bereits schwäbische Dialektformen vor.

### Medien
In Landsberg erscheint als einzige Tageszeitung das „Landsberger Tagblatt“, eine Heimatausgabe der „Augsburger Allgemeinen“. Mit dem „Landsberger extra“ und dem „Kreisboten“ gibt es zudem zwei wöchentlich erscheinende Blätter mit redaktionellem Teil. Die „Landsberger Monatszeitung“ und „Stadt Land Lech“ sind monatlich erscheinende Stadtmagazine.
Im Bereich der Hörfunkmedien gehört Landsberg zum Einzugsgebiet von „TOP FM Regionalradio“ mit Sitz in Fürstenfeldbruck. Seit 2017 ist Landsberg auch im Sendegebiet von Radio Schwaben. Ein eigenes lokales Fernsehprogramm existiert nicht.

### Freizeiteinrichtungen
Das Sportzentrum Landsberg bietet neben Eis-, Turn- und Veranstaltungshalle auch eine Gaststätte und Vortragsräume. Es ist regelmäßig Schauplatz von Eishockeyspielen des HC Landsberg, anderen Sportveranstaltungen, Theaterdarbietungen und Konzerten.
Eine Besonderheit unter den städtischen Freizeiteinrichtungen ist das Inselbad. Das beheizte Freibad liegt zwischen der Altstadt und dem Lech und bietet Zugang zum Fluss, so dass Landsberg über einen natürlichen Kies-Badestrand mitten im Stadtzentrum verfügt.
Südlich des Gemeindeteils Ellighofen liegt das Segelfluggelände Geratshof.

### Sportvereine
Sportliche Aushängeschilder der Stadt sind der Eishockeyverein HC Landsberg und die Fußballmannschaft des TSV 1882 Landsberg.
- HC Landsberg, die 1. Mannschaft spielt 2023/24 in der viertklassigen Regionalliga, als Nachfolger des EV Landsberg, der im Frühjahr 2011 Insolvenz anmelden musste.
- Landsberg X-PRESS (American Football Club Landsberg 2007 e. V.), die Herrenmannschaft spielt 2022 in der Regionalliga Süd.
- TSV 1882 Landsberg, die Fußballmannschaft 2023/24 spielt in der fünftklassigen Bayernliga Süd.
- Basketballverein DJK Landsberg
- Freie Turnerschaft Jahn Landsberg: Die Fußballmannschaft 2019/20 spielt in der Kreisliga 2 (Zugspitzgruppe).
- Sektion Landsberg am Lech des Deutschen Alpenvereins[51]
- Billardverein 1. BC Landsberg: Spielte vier Jahre lang in der 1. Bundesliga Snooker.
- Türkspor Landsberg: Die Fußballmannschaft spielt in der A-Klasse 7 (Zugspitzgruppe).
- Ditib Landsberg
- Rugby Club Landsberg am Lech e. V.
- Schwimmclub Lechfeld e. V.: Seit März 2019 neu gegründeter Schwimmverein zur Förderung des Schwimmsports in Landsberg.
- Judoclub Samurai e. V.: Lehrt seit über 30 Jahren den Judosport und bietet seit 2010 die Möglichkeit, Parkour zu betreiben.[52]
- DC River Darts e. V.: gegründet 2018.
- Polo Club Landsberg – Ammersee: in Schwifting.

### Kulturvereine
- dieKunstBauStelle e. V. ein international tätiger Kulturverein, Schwerpunkte kulturelle Bildung, Sozio- und Erinnerungskultur
- Landsberg im 20. Jahrhundert – Bürgervereinigung zur Erforschung der Landsberger Zeitgeschichte e. V.
- Europäische Holocaustgedenkstätte Stiftung e. V.
- Historischer Verein Landsberg am Lech e. V.
- Ruethenfestverein e. V. Veranstalter des Ruethenfest

### Feste und Veranstaltungen

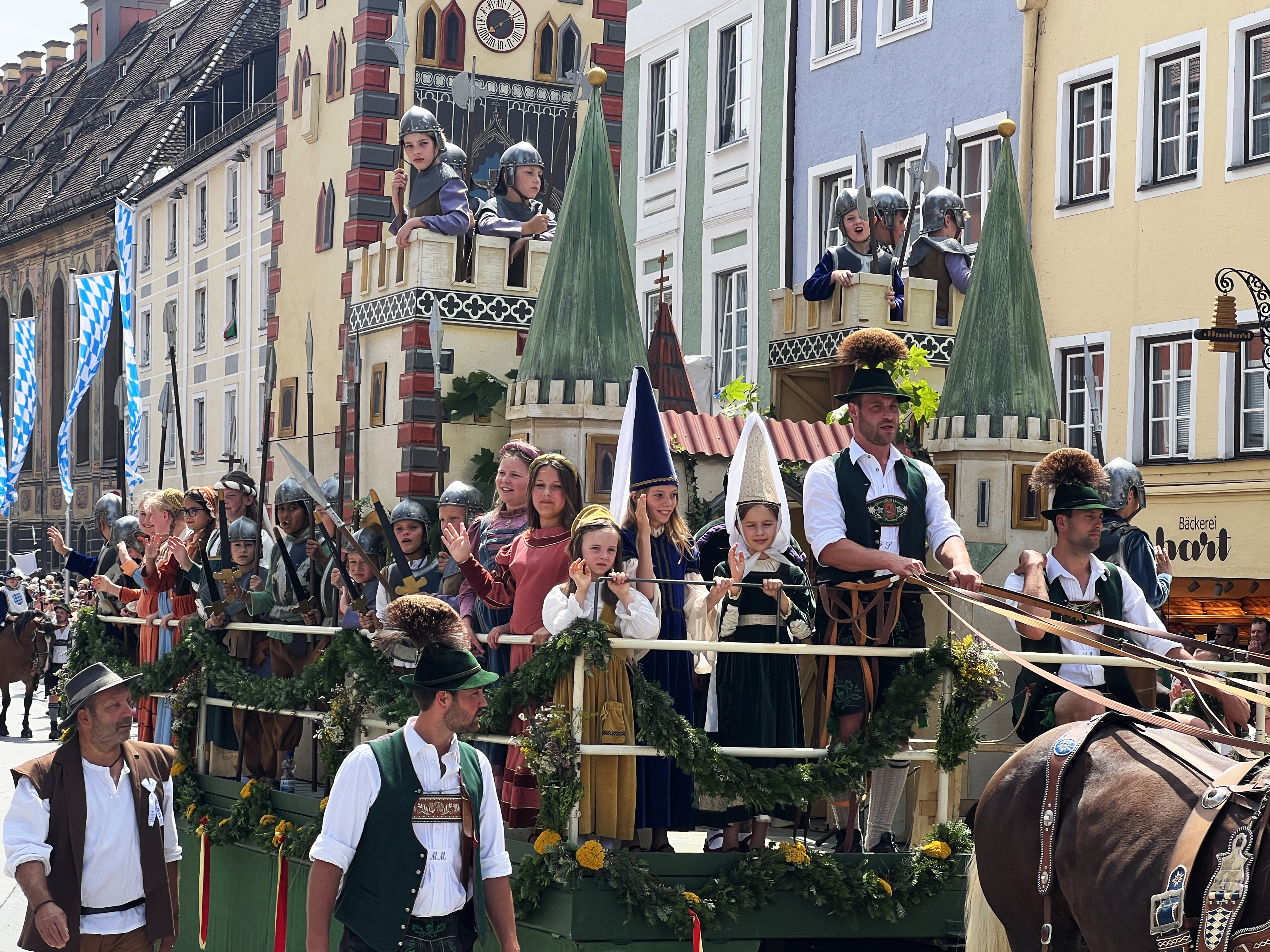
Ruethenfest (Historisches Kinderfest): Festzug 2023 „Bayertorwagen“

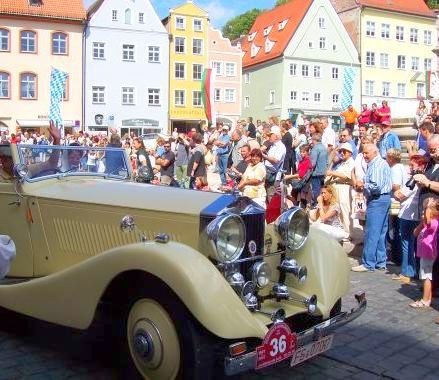
Herkomerkonkurrenz (Oldtimer-Rallye)

Zum Festkalender zählen die Sebastians-Prozession zu Ehren des Stadtpatrons Sebastian an einem Januar-Sonntag, der Faschingsumzug der Schulen am „Lumpigen Donnerstag“, das „Lechschall-Festival“ mit heimischen Musikbands im Frühjahr, das Volksfest „Landsberger Wiesn“ im Juni, das Stadtfest auf dem Hauptplatz im Juli, der Süddeutsche Töpfermarkt am Mutterturm im August, die Lange Kunstnacht im September und der Landsberger Christkindlmarkt im Dezember.
Aus der alten Markttradition sind der Wochenmarkt (jeden Mittwoch und Samstag), der Veitsmarkt im Juni und der Kreuzmarkt im September hervorgegangen. Kreuzmarkt und Veitsmarkt werden heute mit verkaufsoffenen Sonntagen in der Stadt verbunden.
Alle zwei Jahre startet in Landsberg die Herkomer-Konkurrenz, eine Tourenwagen-Rallye mit Oldtimern, die an den Landsberger Künstler und Automobilsport-Pionier Hubert von Herkomer erinnert.
Alle vier Jahre, das nächste Mal im Juli 2027, findet das Landsberger Ruethenfest, eines der größten historischen Kinderfeste in Bayern, statt. In Tänzen, Truppenlagern und Festzügen stellen Kinder die Geschichte der Stadt dar.
Seit 2014 hat das überregional bekannte Snowdance Independent Film Festival seine Heimat in Landsberg gefunden.

### Kulinarische Spezialitäten
Die regionale Küche vereinigt bayerische und schwäbische Einflüsse.
Mehrere kulinarische Produkte schmücken sich mit dem Namen Landsberg, doch sind hier echte Traditionen nur noch schwer von modernen Marketingmethoden zu unterscheiden. Der „Landsberger Ring“ ist eine Wurst aus Rind- und Schweinefleisch sowie Kartoffeln, die auf Sauerkraut serviert wird. Der „Landsberger Rat“ ist ein süßer Kräuterlikör nach mittelalterlichem Rezept. Das „Landsberger Gold“ und die „Landsberger Weiße“ sind Biere, die nach wiederentdeckten alten Rezepten gebraut und regional vertrieben werden.

### Baumdenkmal
Das Baumdenkmal für die Deutsche Einheit am Lechwehr wurde am 3. Oktober 2014 eingeweiht.

## Wirtschaft und Infrastruktur

### Verkehr

#### Straße
Landsberg liegt am Kreuzungspunkt der Bundesautobahn 96 München–Lindau mit der Bundesstraße 17 Augsburg–Füssen, die zwischen Augsburg und Landsberg autobahnähnlich ausgebaut ist. Der Anschluss der B 17 an die A 96 bei der Anschlussstelle Landsberg-West erfolgt über den größten Verteilerkreisel Deutschlands (330 Meter Durchmesser).
Die Stadt ist auch eine Station der bekannten Ferien- und Tourismusstraße „Romantische Straße“. Die Strecke führt von Augsburg kommend östlich des Lechs über Mering, Prittriching und Weil nach Landsberg. Nach Süden schwenkt die „Romantische Straße“ auf das westliche Lechufer, wo sie über Fuchstal, Denklingen und Hohenfurch schließlich Schongau erreicht.
Die topographische Lage der Stadt am Hochufer des Lechs ist eine stete Herausforderung für den innerstädtischen Verkehr. Auf der alten, engen und steilen Verbindung vom Hochufer ins Flusstal, der Alten Bergstraße, war bis in die 1950er Jahre aus Sicherheitsgründen Linksverkehr vorgeschrieben. Heute fließt der gesamte West-Ost-Verkehr in der Stadt über eine einzige Trasse (Katharinenstraße – Karolinenbrücke – Hauptplatz – Neue Bergstraße). Die hohe Verkehrsbelastung dieser Straßen, vor allem am Hauptplatz, dem zentralen Platz Landsbergs, ist immer wieder Thema der Stadtpolitik. Eine innenstadtnahe Süd-Umgehung (Katharinenstraße – Neue Bergstraße) wird immer wieder gefordert, entsprechende Pläne werden aber seit 2009 nicht weiterverfolgt.
Seit Mai 2024 hält zudem der DAV BergBus (Linie 996) Richtung Wieskirche am Bahnhof in Landsberg am Lech. Die Buslinie wird nur während der Sommersaison am Wochenende bedient und liegt komplett im Tarifgebiet des MVV.

#### Schiene

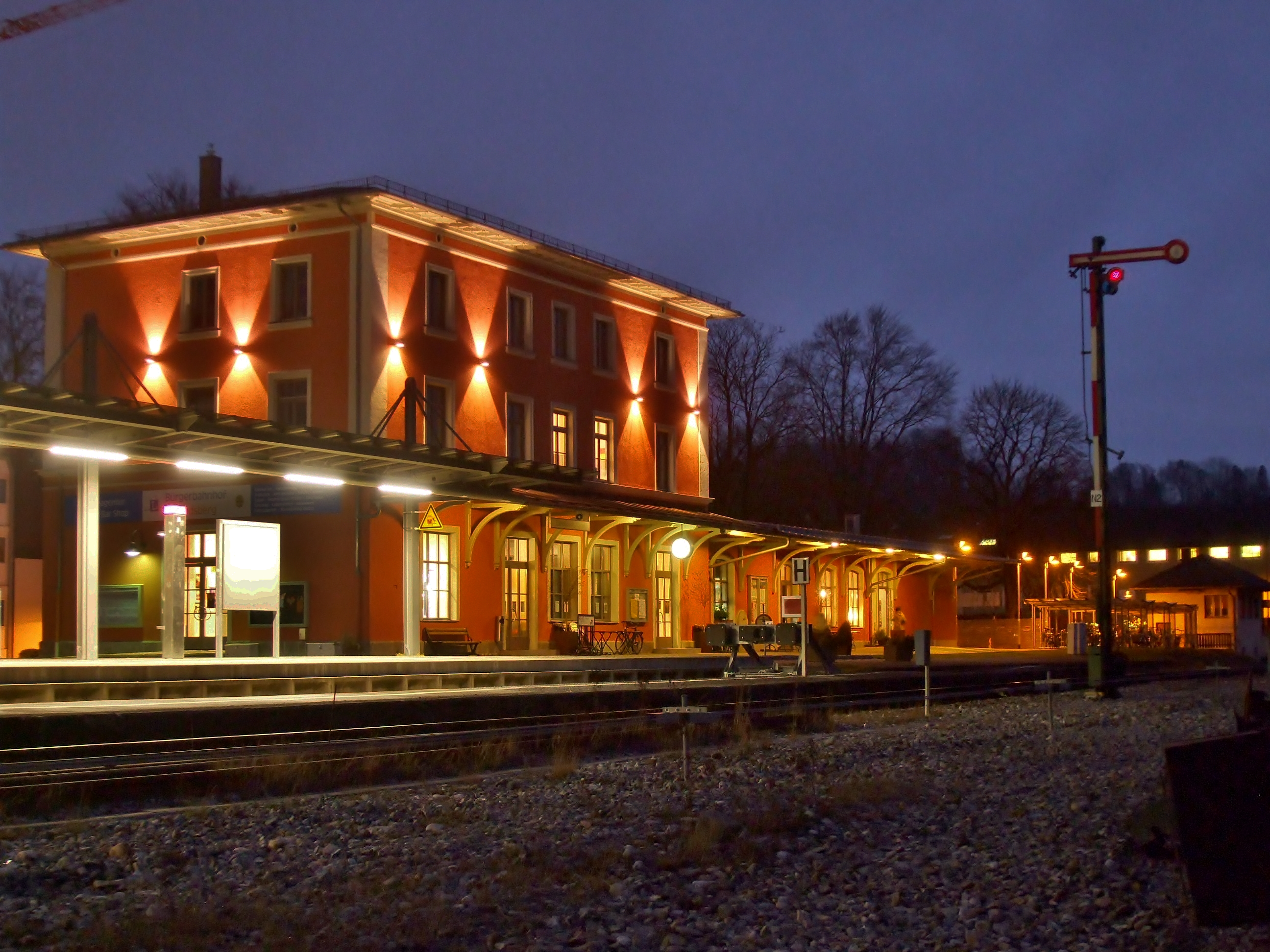
Bahnhof bei Nacht

Am Bahnhof Landsberg am Lech geht die Bahnstrecke Kaufering–Landsberg am Lech in die Bahnstrecke Landsberg am Lech–Schongau über. Im Personenverkehr wird Landsberg von Zügen der Linie nach Augsburg bedient. Die Schongauer Strecke wird hingegen seit 1984 nur noch für den Güterverkehr genutzt. Eine „Initiative Fuchstalbahn“ bemüht sich seit Jahren um die Reaktivierung des Personenverkehrs auf dieser Strecke.
Der 1872 erbaute Bahnhof Landsberg wurde 2004 an einen Mobilitätsdienstleister verkauft. Nach einer umfassenden Gebäudesanierung und einer Ausweitung des Dienstleistungsangebots wurde der „Bürgerbahnhof Landsberg“ 2007 von der „Allianz pro Schiene“ (neben dem Hauptbahnhof Berlin) zum „Bahnhof des Jahres“ ernannt.
Seit dem Beitritt des Landkreises Landsberg am Lech zum Münchner Verkehrs- und Tarifverbund am 1. Januar 2025 sind auch die Züge am Bahnhof Landsberg am Lech mit dem Tarif des MVV nutzbar. Landsberg befindet sich in der MVV-Tarifzone 7.

#### Öffentlicher Personennahverkehr
Seit dem Beitritt des Landkreises Landsberg am Lech zum Münchner Verkehrs- und Tarifverbund sind sämtliche Busverbindungen in Landsberg mit dem Tarif des MVV nutzbar. Dabei erfolgte eine komplette Neunummerierung der Buslinien nach folgendem Schema:
| MVV-Linie | Bisherige LVG-Linie | Linienverlauf                                                            | Verkehrsunternehmen           |
| --------- | ------------------- | ------------------------------------------------------------------------ | ----------------------------- |
| 811       | 11                  | Landsberg am Lech – Erpfting – Ellighofen                                | Eisele                        |
| 812       | 22 9824             | Landsberg am Lech – Schongau                                             | DB Oberbayernbus              |
| 813       | 13                  | Landsberg am Lech – Hofstetten – Dießen am Ammersee                      | Waibel Bus und Schwaben Mobil |
| 814       | 14                  | Landsberg am Lech – Finning – Utting am Ammersee                         | Schnappinger                  |
| 815       | 51                  | Landsberg am Lech – Mundraching                                          | Meier                         |
| 816       | 60                  | Landsberg am Lech – Weil – Egling – Geltendorf                           | Schneider                     |
| 817       | 61                  | Landsberg am Lech – Penzing -Geltendorf                                  | Omni Rent                     |
| 881       | 1                   | StadtBus Landsberg Bahnhof – Bayervorstadt – Kornfeld                    | LVG                           |
| 882       | 2                   | StadtBus Landsberg Bahnhof – Klinikum – St.-Ulrich-Platz – Gewerbegebiet | LVG                           |
| 883       | 3                   | StadtBus Landsberg Bahnhof – Schwaighofsiedlung – St.-Ulrich-Platz       | LVG                           |
| 884       | 4                   | StadtBus Landsberg Bahnhof – Waldfriedhof / Schulzentrum – Am Kornfeld   | LVG                           |
| 885       | 5                   | StadtBus Landsberg Bahnhof – Katharinenvorstadt – Obere Wiesen           | LVG                           |
| 886       | 30                  | Landsberg am Lech – Kaufering                                            | Stadt Landsberg am Lech       |
| 894       | 40                  | Landsberg am Lech – Schondorf – Inning am Ammersee                       | Regionalbus Augsburg          |
| 895       | 50                  | Landsberg am Lech – Penzing – Oberbergen – Ramsach                       | Meier                         |
| 896       | 31                  | Landsberg am Lech – Kaufering – Obermeitingen                            | Regionalbus Augsburg          |
| 897       | 70                  | Landsberg am Lech – Weil – Prittriching – Mering                         | Waibel Bus                    |
| 952       | 21 9652             | Weilheim – Wessobrunn – Rott – Landsberg am Lech                         | RVO                           |

#### Wasser
Auf dem Lech wurde bis ins 20. Jahrhundert hinein intensiv geflößt. Da die Flöße das Lechwehr in der Stadt nicht queren konnten, wurden sie vorher ausgeleitet und – gegen Gebühr – über die Holzbohlenstrecke der „Langen Fahrt“ um das Wehr herumgeführt. Nach dem Niedergang der Flößerei wurde die „Lange Fahrt“ in den 1970er Jahren abgebrochen. Heute findet auf dem Lech in Landsberg kein Wasserverkehr mehr statt.

#### Luftverkehr
Nordöstlich der Stadt liegt der Fliegerhorst Landsberg/Lech, der vor allem für den Transport und die Versorgung der im Ausland mit UN- oder NATO-Mandat tätigen Bundeswehrsoldaten genutzt wurde und dessen Transall-C160 den Betrieb der Luftlande- und Lufttransportschule in Altenstadt bei Schongau gewährleistete. Der Flugbetrieb wurde durch die Bundeswehrreform 2011 Ende September 2017 eingestellt.

#### Radwege
Landsberg liegt am Fernradweg, der als Via Claudia Augusta entlang einer gleichnamigen antiken Römerstraße verläuft. Der Lechradweg verläuft in nord-südlicher Richtung entlang des Flusses durch das Stadtgebiet.

### Energieversorgung
Im Jahre 1969 hatte die Stadt das damalige Elektrizitätswerk mit dem Stromnetz an die Lechwerke verkauft. 2008 fasste der Stadtrat den Beschluss, das Stromnetz zurückzukaufen. Am 1. Januar 2010 haben die von der Stadt neu gegründeten Stadtwerke Landsberg ihren Betrieb aufgenommen. Die Stadtwerke Landsberg übernahmen zum 1. Januar 2011 das örtliche Stromnetz der LEW in der Kernstadt von Landsberg. Bereits zuvor boten die Stadtwerke wechselwilligen Kunden ihren umweltfreundlichen Strom aus Wasserkraft und Wärme-Kraft-Kopplung an. Zusammen mit der Fern- und Nahwärme aus mehreren Blockheizkraftwerken betreiben die Stadtwerke damit in 2 Sparten eine kommunale Energieversorgung.

### Ansässige Unternehmen
Aufgrund der nur indirekten Anbindung an das überregionale Eisenbahnnetz kam die Industrialisierung in Landsberg im 19. und 20. Jahrhundert nur langsam in Gang. Bis weit in die Nachkriegszeit hinein war die ansässige Garnison der größte Arbeitgeber der Stadt.
In den 1970er Jahren scheiterte eine Ansiedlung des US-amerikanischen Chemie- und Pharmaunternehmens Eli Lilly and Company im Nordwesten der Stadt an massiven Bürgerprotesten. Das stattdessen ausgewiesene Industrie- und Gewerbegebiet Landsberg wurde seither zur Heimat zahlreicher kleiner und mittelständischer, aber auch einiger überregional bedeutender Unternehmen. In den 1980er Jahren fertigte Hitachi in Landsberg VHS-Videorekorder. Zu den bedeutenden Unternehmen zählen vor allem die Rational AG, Weltmarktführer in der Herstellung von Heißluftdämpfern für (Groß-)Küchen, und die Veit Group, der weltweit führende Hersteller von Maschinen und Anlagen im Bereich der Bügeltechnik. Im Landsberger Industriegebiet finden sich außerdem die Zentrale der Lutz Fleischwaren GmbH, der Verlag moderne Industrie mit dem Auslieferungslager des Süddeutschen Verlags, ein mehrfach für sein Qualitätsmanagement ausgezeichnetes Werk der iwis motorsysteme GmbH & Co. KG (iwis Ketten) sowie das süddeutsche Technikzentrum des ADAC mit der Servicezentrale der „Gelben Engel“ und einer Crashtest-Anlage. Landsberg am Lech ist zudem Standort der „Faymonville Trade & Services GmbH“, in der 2019 die ortsansässige „Stürzer Heavy Trucks“ aufgegangen ist und die neu geschaffene Drehscheibe für Firmengruppe in Süddeutschland, Österreich und der Schweiz bildet sowie den Verkauf sofort verfügbarer Spezialfahrzeug sichert und die Vermietung von Schwerlastzügen betreibt.
Im westlich an das Industriegebiet angrenzenden Gewerbepark Frauenwald nahm 2006 ein Groß-Sägewerk der österreichischen Klausner-Gruppe seine Arbeit auf. Die Ansiedlung des Unternehmens war vor allem wegen der Rodung des als Naherholungsgebiets vorgesehenen Frauenwalds, einer Industriebrache aus der Zeit des Dritten Reiches (Munitionsfabrik der Dynamit AG), heftig umstritten. Nach nur zwei Jahren im Produktionsbetrieb stand das Sägewerk seit Januar 2009 still und wurde 2010 schließlich an die Boris Zingarevich gehörende russische Ilim Timber verkauft.

### Behörden
Die Stadt ist Sitz des Landratsamtes Landsberg am Lech. Außerdem haben ein Finanzamt und ein Amtsgericht ihren Sitz in Landsberg.
Das Vermessungsamt Landsberg ist für die Landkreise Landsberg am Lech und Starnberg zuständig. Die Agentur für Arbeit Weilheim unterhält eine Geschäftsstelle in Landsberg, das Staatliche Bauamt Weilheim eine Servicestelle für Hochbau. Das Landwirtschaftsamt Landsberg ist eine Dienststelle des Landwirtschaftsamtes Dachau–Fürstenfeldbruck–Landsberg.

#### Justizvollzugsanstalt
Die 1904 bis 1908 erbaute Justizvollzugsanstalt Landsberg (JVA) dient heute als Haftanstalt für männliche erwachsene Ersttäter. Überregionale Bekanntheit erhielt das Landsberger Gefängnis durch die Festungshaft Adolf Hitlers 1923/24; die „Hitlerzelle“ wurde ab 1933 zu einer Wallfahrtsstätte des Nationalsozialismus. Nach dem Zweiten Weltkrieg diente das Gefängnis als „War Criminal Prison No.1“ der amerikanischen Besatzungsmacht. Bis 1951 wurden hier 281 Kriegsverbrecher hingerichtet.

#### Bundeswehr
Landsberg hat eine lange Tradition als Garnisonsstadt. Die Bundeswehr unterhielt bis in die 1990er Jahre fünf Kasernen in und nahe bei Landsberg. Im Zuge mehrerer Standortschließungen wurden jedoch drei dieser Kasernen vollständig aufgelöst: Die innerstädtisch gelegene Saarburgkaserne wurde zum Wohngebiet Katharinenanger umgebaut, die am südwestlichen Stadtrand gelegene Ritter-von-Leeb-Kaserne zum Wohngebiet „Obere Wiesen“. Das Gelände der südlich außerhalb der Stadt gelegenen ehemaligen Lechrain-Kaserne beherbergt heute das Gewerbegebiet Lechrain. Die hier stationierten Einheiten, unter anderem ein Panzerbataillon, nutzten als Trainingsgelände vor allem den Truppenübungsplatz Dornstetten in der Gemeinde Unterdießen.
Im Stadtgebiet existiert heute nur noch die Welfen-Kaserne mit dem Instandsetzungszentrum 13 und Teilen des Bundeswehrdienstleistungszentrums (BwDLZ) Landsberg. Nordöstlich der Stadt, in der benachbarten Gemeinde Penzing, liegt der Fliegerhorst Landsberg/Lech, der Heimat des Lufttransportgeschwaders 61 war und im September 2017 stillgelegt wurde.

### Kliniken
Das Klinikum Landsberg am Lech ist ein Krankenhaus der Versorgungsstufe I in der Betriebsform eines selbstständigen Kommunalunternehmens des Landkreises Landsberg am Lech. Es verfügt über 221 Betten (inkl. der Belegabteilungen), sechs Dialyseplätze und acht Plätze in der Tagesklinik für Schmerztherapie. Angeschlossen ist eine Berufsfachschule für Gesundheits- und Krankenpflege mit 51 Ausbildungsplätzen.
Seit 2002 ist dem Klinikum Landsberg ein Fachkrankenhaus der Lech-Mangfall-Kliniken für Psychiatrie und Psychotherapie des Bezirks Oberbayern angegliedert.

### Kindergärten und Schulen

#### Kinderbetreuung
In Landsberg gibt es im neuen Kindergartenjahr 2017/18 5 Kinderkrippen, 15 Kindergärten (darunter einen Waldorfkindergarten und zwei Waldkindergärten). Ein städtisches Kinderbüro hilft darüber hinaus bei der Vermittlung von Tagesmüttern und -vätern.

#### Allgemeinbildende Schulen
In der Stadt Landsberg gibt es vier Grundschulen (Erpfting, Katharinenvorstadt, Spitalplatz, Platanenstraße) und die Mittelschule Landsberg am Lech, deren beide getrennte Standorte seit 2017 an dem bestehende Schulgebäude der ehemaligen Fritz-Beck-Mittelschule zusammengelegt wurden. Die Neugliederung und Umwandlung der Hauptschulen in Mittelschulen erfolgte 2012/13.
Das Schulzentrum in der Weststadt beherbergt die Johann-Winklhofer-Realschule und das Dominikus-Zimmermann-Gymnasium, beide in der Trägerschaft des Landkreises Landsberg am Lech. Ebenfalls dem Landkreis untersteht das Ignaz-Kögler-Gymnasium in der Innenstadt.
Im Osten der Stadt liegt die private Freie Waldorfschule Landsberg.
Das Sonderpädagogische Förderzentrum „Schule am Luisenhof“ befindet sich in der Trägerschaft des Landkreises.

#### Berufsbildende Schulen
Die Beruflichen Schulen Landsberg in der Trägerschaft des Landkreises umfassen die Staatliche Berufsschule, eine Berufsoberschule und eine Fachoberschule.
Am Klinikum Landsberg ist eine Berufsfachschule für Gesundheits- und Krankenpflege angeschossen.
Der Bezirk Oberbayern unterhält in Landsberg sein Agrarbildungszentrum mit Technikerschule, Landmaschinenschule, Haushaltstechnik-Ausbildung und Imkereischule.
Landsberg ist auch Sitz der Sozialpflegeschulen Heimerer GmbH, die an zehn Standorten in Bayern und Sachsen Ausbildungen und Umschulen in den Bereichen Pflege, Therapie und Sozialwesen sowie Wirtschaft, Touristik, Informatik und Sprachen durchführen.

## Persönlichkeiten

### Weitere mit der Stadt verbundene Persönlichkeiten
- Pater Rupert Mayer (1876–1945), 1987 seliggesprochener Jesuitenpater, erholte sich während des Ersten Weltkriegs in Landsberg von seiner Beinamputation. 1938 wurde er von den Nazis wegen regimefeindlicher Predigten im Landsberger Gefängnis inhaftiert.
- Johnny Cash (1932–2003), einer der einflussreichsten US-amerikanischen Country-Sänger und -Songschreiber, war 1951–1954 als Funker auf einem Abhörposten in Landsberg am Lech stationiert. Hier kaufte er sich eine Gitarre, begann auf Bühnen aufzutreten, gründete seine erste Band (Landsberg Barbarians) und schrieb den „Folsom Prison Blues“.
- Anton Posset (1941–2015), Historiker, beschäftigte sich intensiv mit der Aufarbeitung der regionalen NS-Vergangenheit.
- Günter Sigl (* 1947), Sänger und Songschreiber der Spider Murphy Gang, verbrachte seine Kindheit und Jugend in Landsberg am Lech.
- Wolfgang Hauck (* 1964),  Multimediakünstler, Theaterleiter Die Stelzer, Gründer des Vereins dieKunstBauStelle e. V., Produzent, lebt und arbeitet seit 1991 in Landsberg am Lech.
- Ricky Harris (* 1962), US-amerikanischer Moderator, Musiker, Entertainer und Schauspieler, wohnte viele Jahre in Landsberg am Lech.
- Martin Schleske (* 1965), Geigenbauer und geistlicher Schriftsteller, lebt und arbeitet in Landsberg am Lech.
- Maxi Arland (* 1981), deutscher Musiker und Moderator, lebte mit seiner Frau in Landsberg am Lech.
- Michael Unterbuchner (* 1988), Dartspieler, lebt in Landsberg am Lech.
- Korbinian Hamberger (* 1980), internationaler Drehbuchautor, geboren und aufgewachsen in Landsberg am Lech.